# Cyprinidae

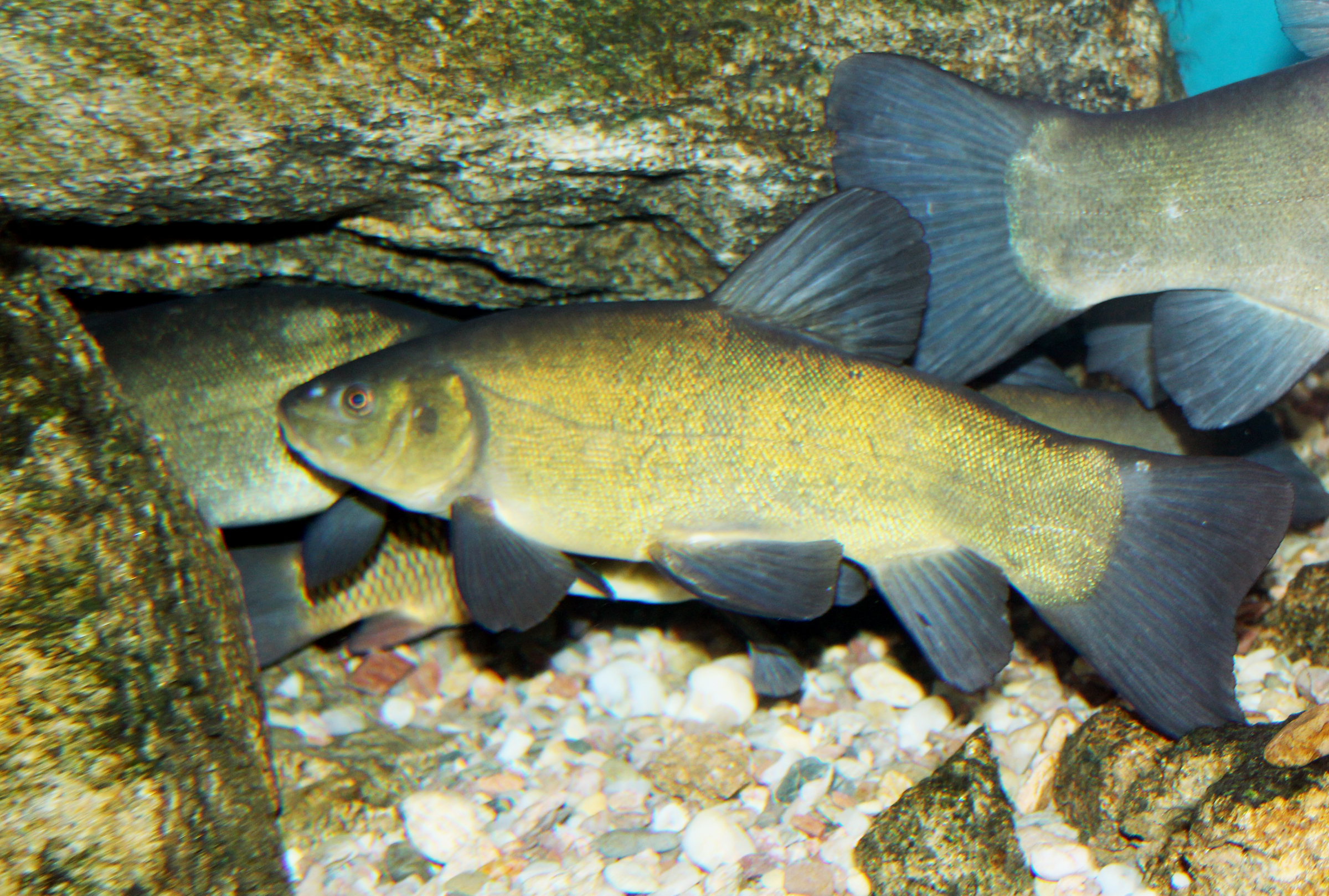
Tinca tinca

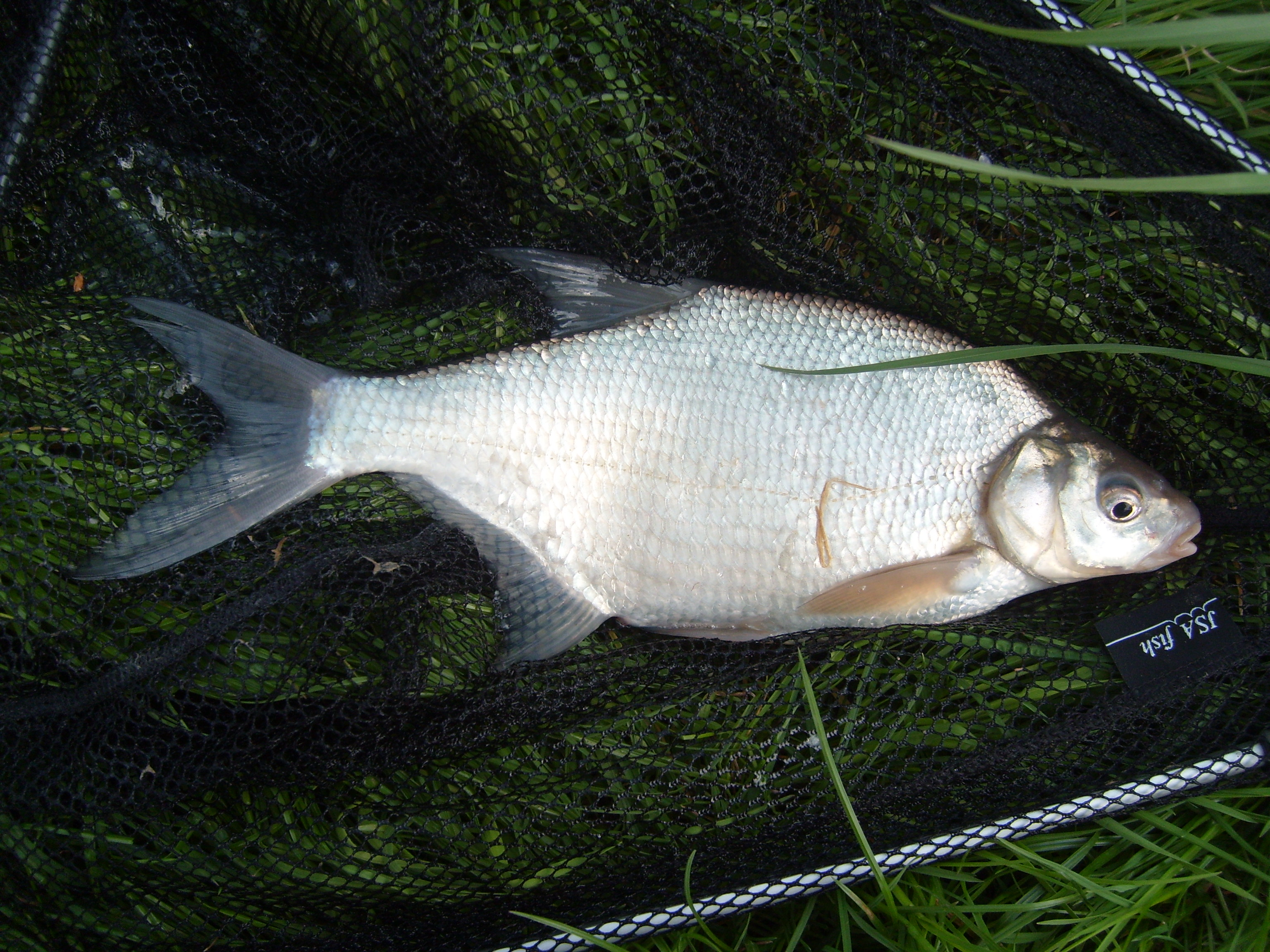
Abramis brama

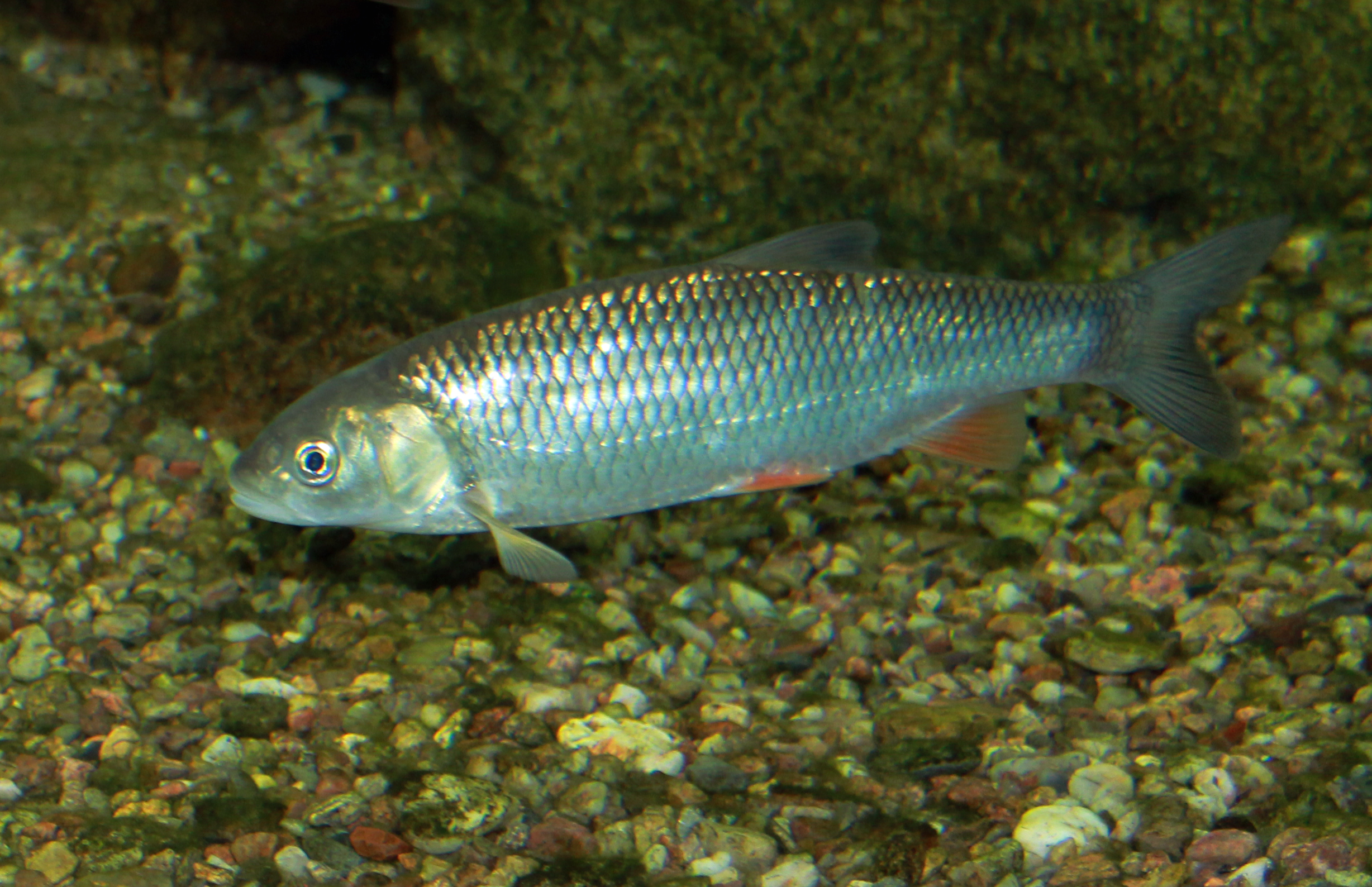
Squalius cephalus

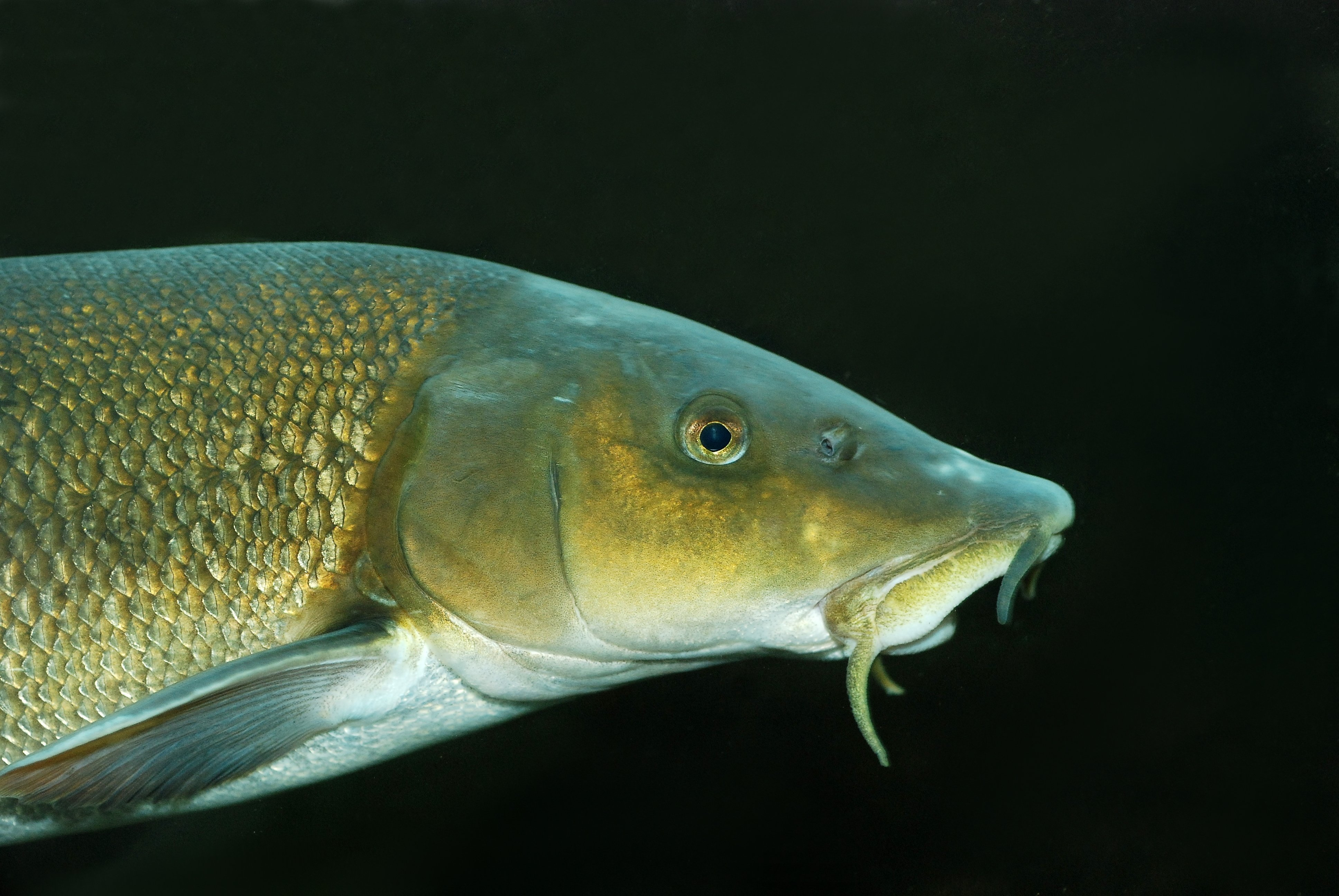
Barbus barbus

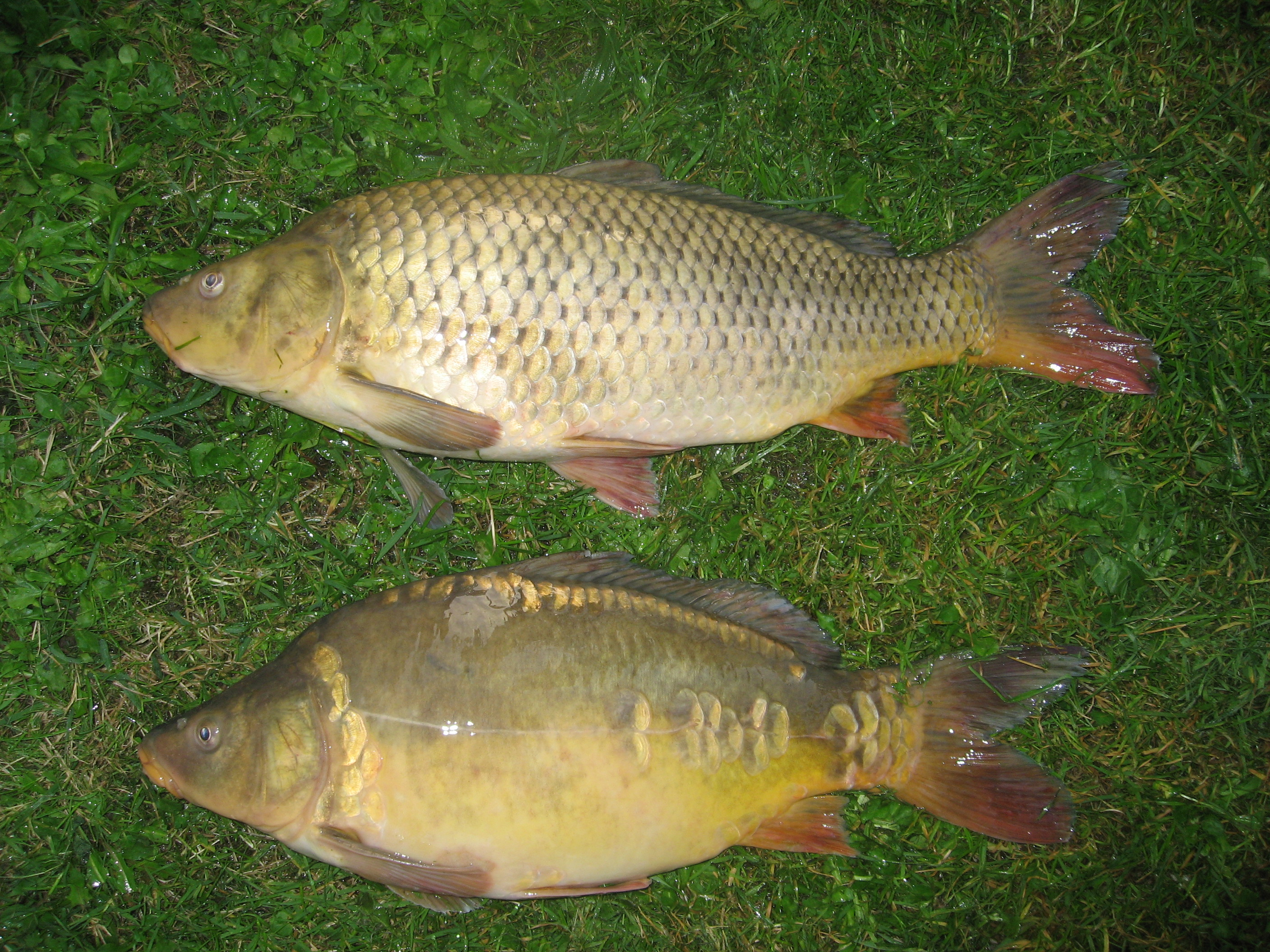
Cyprinus carpio

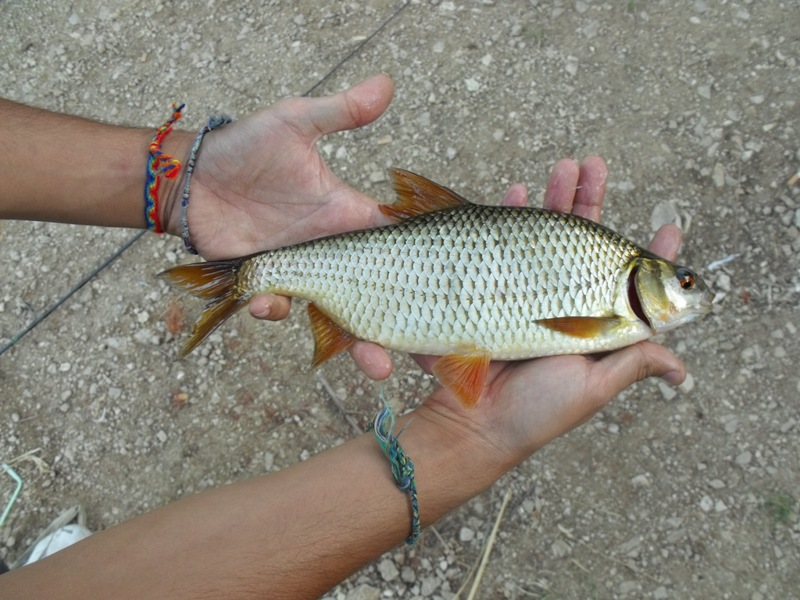
Rutilus rutilus

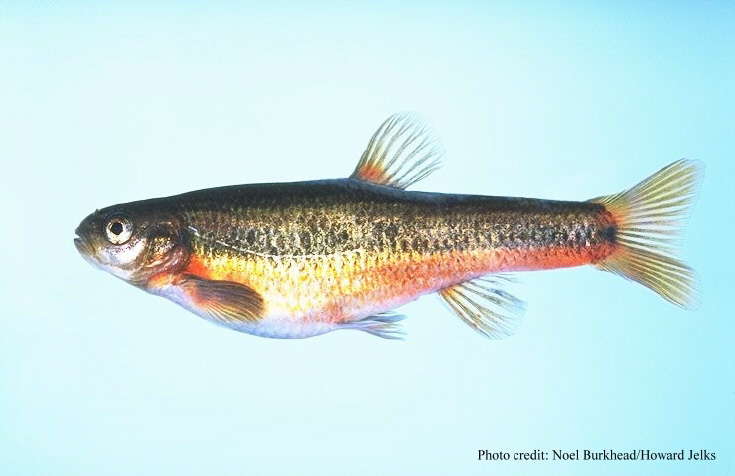
Hemitremia flammea, (Leuciscinae)

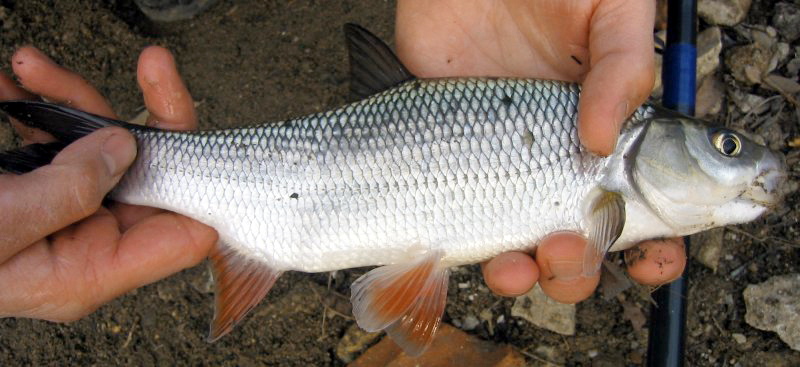
Leuciscus idus, Leuciscus

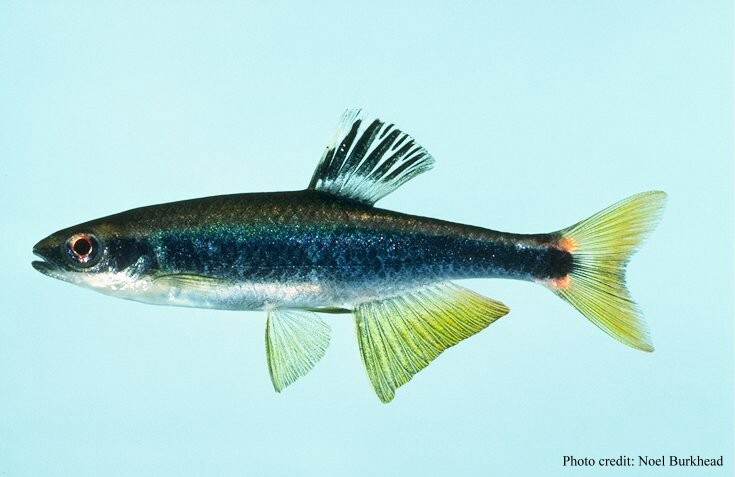
Notropis hypselopterus, (Leuciscinae)

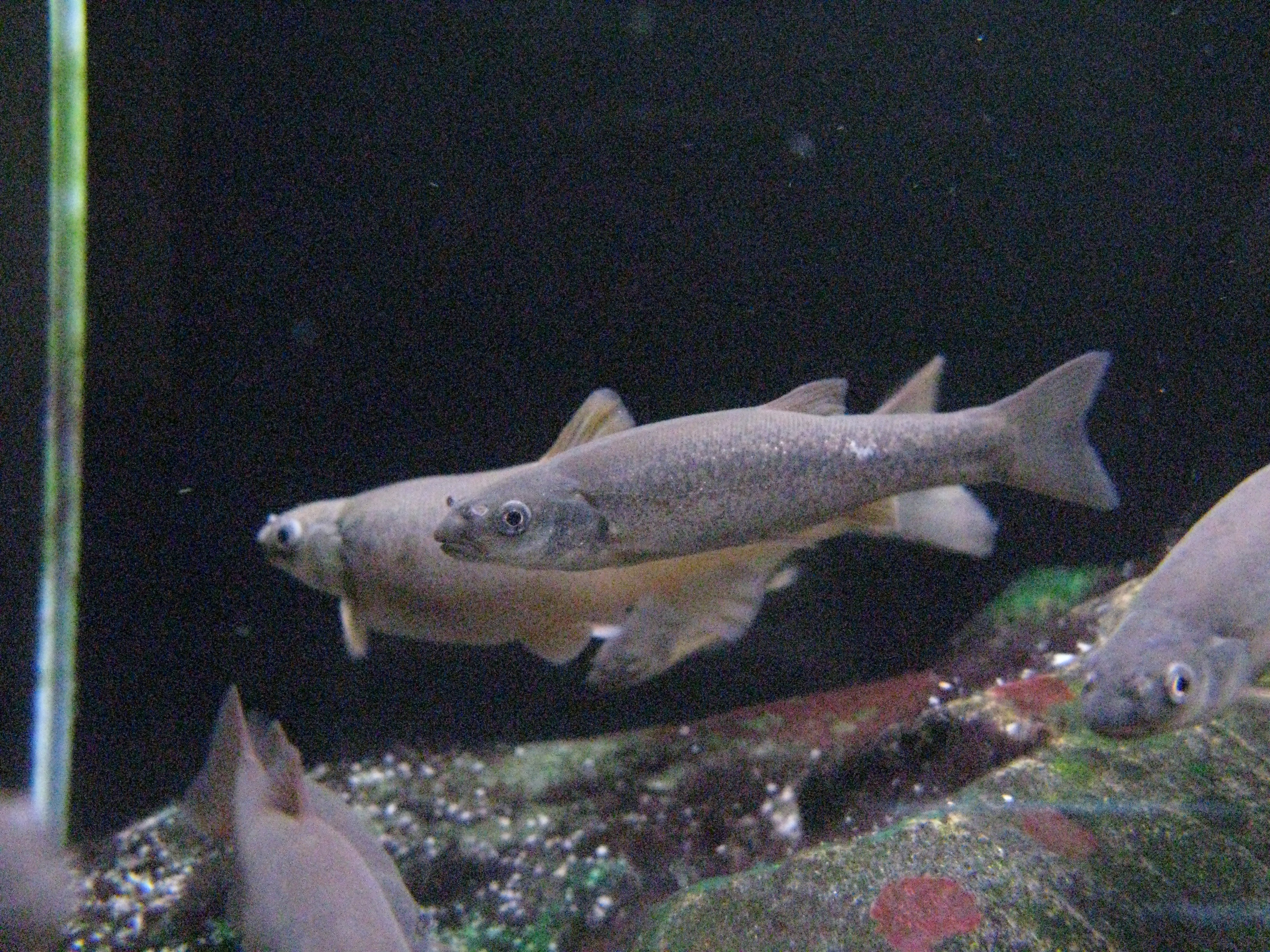
Rhynchocypris oxycephalus

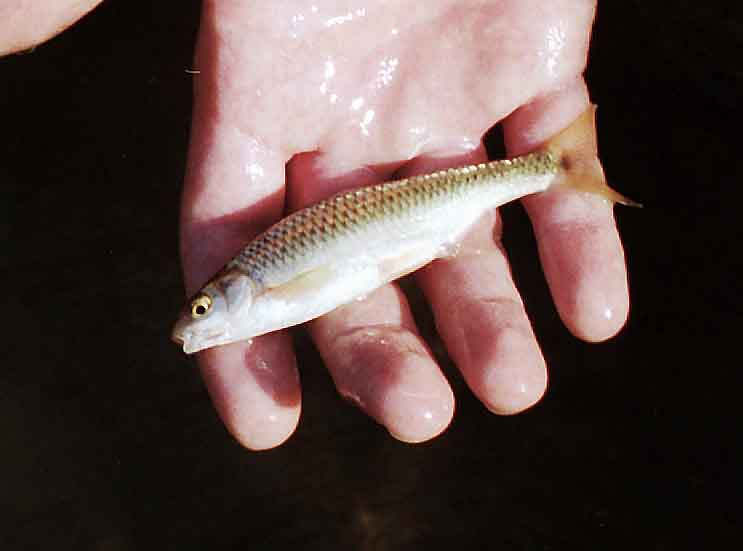
Sarmarutilus rubilio

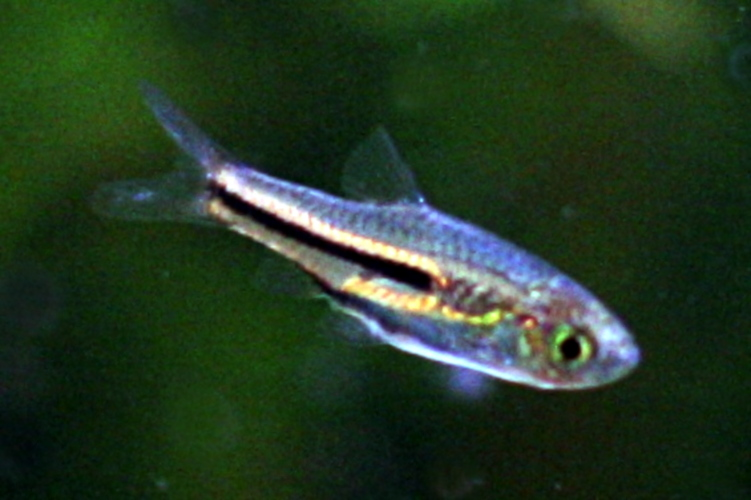
Trigonostigma somphongsi

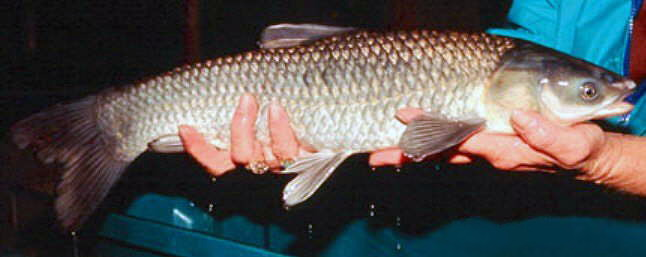
Mylopharyngodon piceus, (Squaliobarbinae)

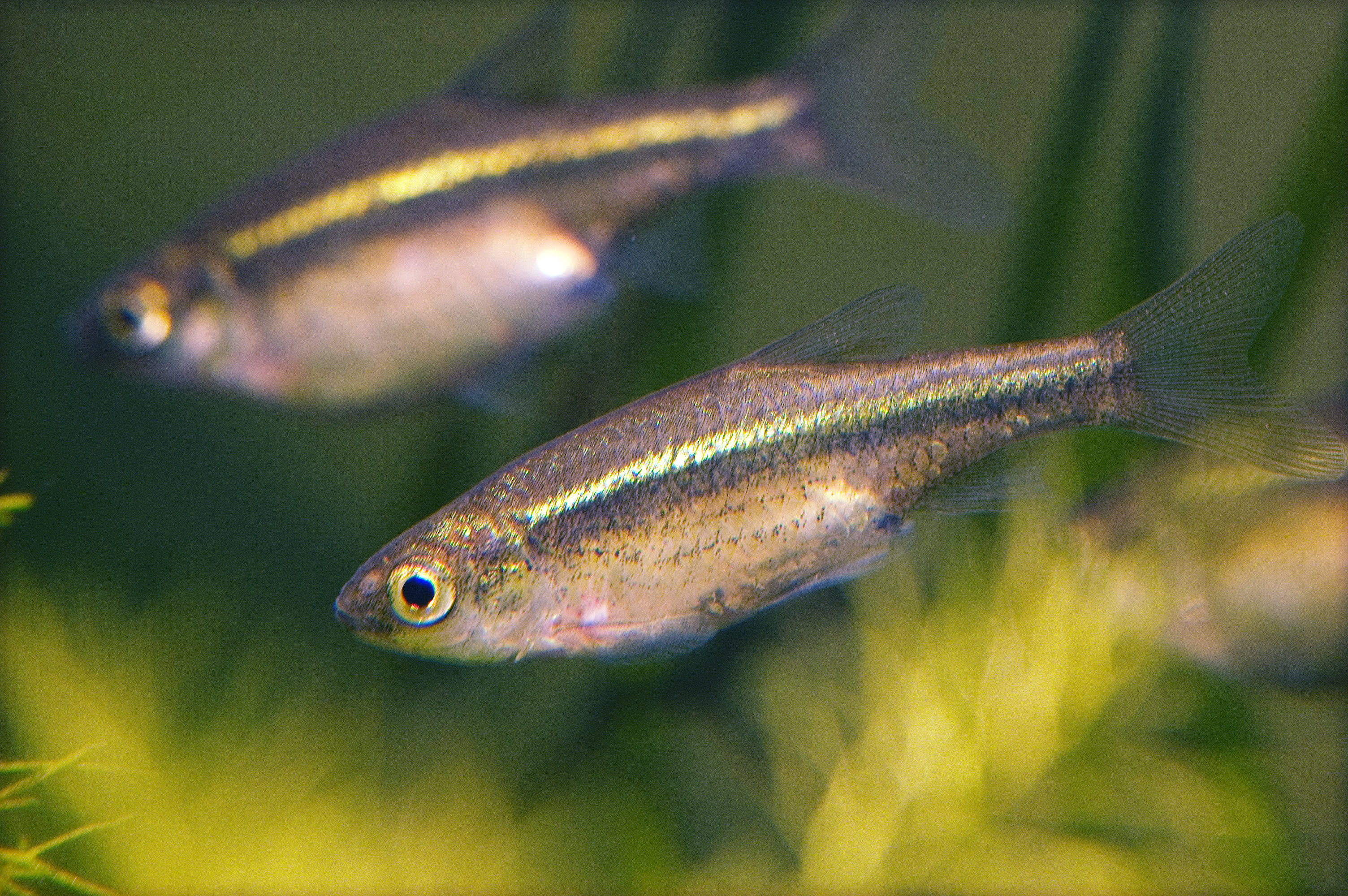
Hemigrammocypris rasborella

La famiglia dei Ciprinidi (Cyprinidae) annovera 2914 specie di pesci d'acqua dolce, appartenenti all'ordine Cypriniformes.

## Descrizione
I pesci di questa famiglia sono nativi di America del Nord, Africa ed Eurasia. Il più grosso ciprinide è il Barbo gigante (Catlocarpio siamensis), che può raggiungere una lunghezza massima di 3 metri.
La classificazione dei Ciprinidi e delle sottofamiglie è effettuata anche in base alla mancanza di denti che caratterizza la famiglia: infatti sono le ossa della faringe che provvedono a triturare il cibo. La maggior parte delle specie hanno un paio di barbigli.

## Distribuzione e habitat
I Ciprinidi sono diffusi nelle acque dolci di Africa, Europa (ad eccezione della Lapponia), Asia (tranne che in alta Siberia) e nel continente nordamericano (Alto Canada e Groenlandia esclusi).

## Riproduzione
Sono pesci ovipari: dopo la deposizione il maschio le feconda e, o sono lasciate libere nell'acqua (in caso soprattutto di pesci originari in corsi d'acqua), o sono deposte nel fondo. I genitori non praticano cure parentali e anzi tendono a cibarsi delle proprie uova.

## Acquariofilia
Il pesce rosso appartiene alla famiglia dei ciprinidi anche se gli acquariofili sono interessati soprattutto ai Ciprinidi tropicali, in quanto presentano colorazioni vivaci e allevati in gruppo sono sicuramente un bello spettacolo. I grossi ciprinidi sono allevati negli acquari pubblici.
I Ciprinidi solitamente sono pesci che vivono in gruppo, o in grandi banchi o in poche dozzine: ne consegue che sono pesci pacifici che soffriranno di solitudine se allevati in vasca in pochi esemplari. Alcuni barbi però hanno l'abitudine di rincorrere e morsicare i pesci che possiedono pinne lunghe o filamentose, mentre le irruenti Rasbora o i Danio possono infastidire pesci timidi soprattutto quando si somministra cibo.

## Tassonomia
La famiglia dei Ciprinidi è una delle più numerose nel mondo dei pesci. È a sua volta suddivisa in 13 sottofamiglie e svariati generi:
Sottofamiglia Acheilognathinae
- Acanthorhodeus
- Acheilognathus
- Rhodeus
- Tanakia

Sottofamiglia Barbinae
- Acrossocheilus
- Balantiocheilos
- Barbus
- Carasobarbus
- Clypeobarbus
- Dawkinsia[1]
- Diptychus
- Dravidia[1]
- Luciobarbus
- Mesopotamichthys
- Oreichthys
- Ospatulus
- Pethia[1]
- Pseudobarbus
- Puntius
- Schizothorax
- Sinocyclocheilus
- Spratellicypris

Sottofamiglia Cultrinae
- Anabarilius
- Chanodichthys
- Culter
- Cultrichthys
- Hemiculter
- Ischikauia
- Megalobrama
- Parabramis
- Sinibrama
- Toxabramis

Sottofamiglia Cyprininae
- Carassioides
- Carassius
- Cyprinus

Sottofamiglia Danioninae
- Amblypharyngodon
- Barilius
- Betadevario
- Boraras
- Brevibora
- Chela
- Danio
- Danionella
- Devario
- Esomus
- Horadandia
- Inlecypris
- Kottelatia
- Laubuca
- Leptocypris
- Luciosoma
- Malayochela
- Mesobola
- Microdevario
- Microrasbora
- Nematabramis
- Neobola
- Opsaridium
- Opsarius
- Paedocypris
- Pectenocypris
- Raiamas
- Rasboroides
- Salmophasia
- Securicula
- Sundadanio
- Trigonostigma

Sottofamiglia Gobioninae
- Coreius
- Gnathopogon
- Gobio
- Gobiobotia
- Gobiocypris
- Hemibarbus
- Microphysogobio
- Pseudogobio
- Pseudorasbora
- Romanogobio
- Sarcocheilichthys
- Saurogobio
- Squalidus

Sottofamiglia Labeoninae
- Akrokolioplax
- Bangana
- Cirrhinus
- Cophecheilus
- Crossocheilus
- Discocheilus
- Discogobio
- Garra
- Hongshuia
- Labeo
- Labeobarbus
- Labiobarbus
- Osteochilus
- Parasinilabeo
- Protolabeo
- Pseudocrossocheilus
- Pseudogyrinocheilus
- Ptychidio
- Qianlabeo
- Rectoris
- Semilabeo
- Sinigarra[2]
- Sinocrossocheilus

Sottofamiglia Leptobarbinae
- Leptobarbus

Sottofamiglia Leuciscinae
- Achondrostoma
- Acrocheilus
- Agosia
- Alburnus
- Algansea
- Aztecula
- Campostoma
- Chondrostoma
- Chrosomus
- Clinostomus
- Codoma
- Couesius
- Cyprinella
- Delminichthys
- Dionda
- Eremichthys
- Ericymba
- Erimystax
- †Evarra
- Exoglossum
- Gila
- Hemitremia
- Hesperoleucus
- Hybognathus
- Hybopsis
- Iberochondrostoma
- Iotichthys
- Lavinia
- Lepidomeda
- Leuciscus
- Luxilus
- Lythrurus
- Macrhybopsis
- Margariscus
- Meda
- Moapa
- Mylocheilus
- Mylopharodon
- Nocomis
- Notemigonus
- Notropis
- Opsopoeodus
- Oregonichthys
- Orthodon
- Parachondrostoma
- Pelasgus
- Pelecus
- Petroleuciscus
- Phenacobius
- Phoxinellus
- Phoxinus
- Pimephales
- Plagopterus
- Platygobio
- Pogonichthys
- Protochondrostoma
- Pseudochondrostoma
- Pseudophoxinus
- Pteronotropis
- Ptychocheilus
- Relictus
- Rhinichthys
- Rhynchocypris
- Richardsonius
- Scardinius
- Semotilus
- Snyderichthys
- Squalius
- Telestes
- Tribolodon
- Yuriria

Sottofamiglia Rasborinae
- Aphyocypris
- Aspidoparia
- Engraulicypris
- Oxygaster
- Rasbora
- Rasbosoma
- Rastrineobola
- Thryssocypris
- Trigonopoma

Sottofamiglia Squaliobarbinae
- Ctenopharyngodon
- Squaliobarbus

Sottofamiglia Tincinae
- Tanichthys
- Tinca

Sottofamiglia Xenocyprinae
- Distoechodon
- Hypophthalmichthys
- Plagiognathops
- Pseudobrama
- Xenocypris

Vi sono poi specie e generi di pesci categorizzati come Cyprinidae in incertae sedis, in quanto la scienza non ha ancora stabilito come classificare in modo certo ogni specie.